# Atalanta Bergamasca Calcio 1976-1977
Questa pagina raccoglie i dati riguardanti l'Atalanta Bergamasca Calcio nelle competizioni ufficiali della stagione 1976-1977.

## Stagione
La stagione comincia con l'arrivo dell'allenatore Titta Rota, che costruisce una squadra solida che dà il meglio tra le mura amiche (17 vittorie su 19 gare disputate-record per i tornei di serie B a 20 squadre eguagliato solo dall'Ascoli nella stagione successiva), mantenendosi sempre nella zona promozione. L'obiettivo tuttavia viene raggiunto soltanto dopo gli spareggi disputati a Genova contro Cagliari e Pescara.
In Coppa Italia il cammino dei neroazzurri si interrompe al primo turno a gironi nonostante le vittorie contro Lazio, Novara e Catania, e il pareggio con il Milan, a causa della differenza reti favorevole ai rossoneri milanesi.

## Organigramma societario
Area direttiva
- Presidente: Achille Bortolotti
- Vice presidenti: Enzo Sensi
- Amministr. delegato: Franco Morotti
- Segretario: Giacomo Randazzo

Area tecnica
- Direttore sportivo: Renato Cavalleri
- Allenatore: Titta Rota
- Vice allenatore: Luciano Magistrelli

Area sanitaria
- Medico sociale: Pier Luigi Cavalli
- Massaggiatore: Renzo Cividini

## Rosa
| N. |                   | Ruolo | Calciatore            |
| -- | ----------------- | ----- | --------------------- |
|    | Italia (bandiera) | P     | Renato Cipollini      |
|    | Italia (bandiera) | P     | Giuseppe Meraviglia   |
|    | Italia (bandiera) | P     | Pier Luigi Pizzaballa |
|    | Italia (bandiera) | D     | Gabriele Andena       |
|    | Italia (bandiera) | D     | Giorgio Mastropasqua  |
|    | Italia (bandiera) | D     | Giovanni Mei          |
|    | Italia (bandiera) | D     | Antonio Percassi      |
|    | Italia (bandiera) | C     | Pietro Fanna          |
|    | Italia (bandiera) | C     | Battista Festa        |
|    | Italia (bandiera) | C     | Gian Pietro Marchetti |

| N. |                   | Ruolo | Calciatore         |
| -- | ----------------- | ----- | ------------------ |
|    | Italia (bandiera) | C     | Lucio Mongardi     |
|    | Italia (bandiera) | C     | Antonio Rocca      |
|    | Italia (bandiera) | C     | Mario Russo        |
|    | Italia (bandiera) | C     | Augusto Scala      |
|    | Italia (bandiera) | C     | Roberto Tavola     |
|    | Italia (bandiera) | A     | Ezio Bertuzzo      |
|    | Italia (bandiera) | A     | Vincenzo Chiarenza |
|    | Italia (bandiera) | A     | Corrado Marmo      |
|    | Italia (bandiera) | A     | Marco Piga         |
|    | Italia (bandiera) | A     | Hubert Pircher     |

## Risultati

### Campionato

#### Girone di andata
| Arbitro: | Falasca (Chieti) |

|             |           |                     |
| G. Gori 14’ | Marcatori | 53’ (aut.) Nardello |

| Arbitro: | Longhi (Roma) |

|           |           |  |
| Festa 87’ | Marcatori |  |

| Arbitro: | Trinchieri (Reggio Emilia) |

|                                                 |           |              |
| Percassi 39’ (aut.) Rosa 42’ (rig.) Zanolla 80’ | Marcatori | 81’ Bertuzzo |

| Arbitro: | Lazzaroni (Milano) |

|                       |           |                                                              |
| Bertuzzo 7’ Fanna 34’ | Marcatori | 15’ Magnocavallo 43’ (aut.) Marchetti 62’, 87’ Franceschelli |

| Arbitro: | Prati (Parma) |

|                |           |                                |
| Mei 66’ (aut.) | Marcatori | 1’ Bertuzzo 24’ (rig.) M. Piga |

| Arbitro: | Lo Bello (Siracusa) |

|            |           |  |
| Tavola 38’ | Marcatori |  |

| Arbitro: | Reggiani (Bologna) |

|                                                       |           |                               |
| L. Piras 34’ Marchetti 49’ (aut.) Brugnera 84’ (rig.) | Marcatori | 44’ Mastropasqua 55’ Bertuzzo |

| Arbitro: | Barbaresco (Cormons) |

|              |           |  |
| A. Scala 80’ | Marcatori |  |

| Arbitro: | Lops (Torino) |

|              |           |            |
| B. Mutti 71’ | Marcatori | 3’ M. Piga |

| Arbitro: | Schena (Foggia) |

|                                 |           |  |
| Legnaro 65’ (aut.) Bertuzzo 68’ | Marcatori |  |

| Arbitro: | Falasca (Chieti) |

|              |           |  |
| Guidetti 55’ | Marcatori |  |

| Arbitro: | Pieri (Genova) |

|             |           |  |
| Pircher 88’ | Marcatori |  |

| San Benedetto del Tronto 19 dicembre 1976 13ª giornata | Sambenedettese | 0 – 0 | Atalanta | Stadio Fratelli Ballarin\| Arbitro: \| Ciulli (Roma) \| |
| Arbitro:                                               | Ciulli (Roma)  |       |          |                                                         |

| Arbitro: | Benedetti (Roma) |

|                 |           |  |
| Perissinotto 8’ | Marcatori |  |

| Arbitro: | Frasso (Capua) |

|              |           |  |
| Bertuzzo 79’ | Marcatori |  |

| Arbitro: | Menegali (Roma) |

|                              |           |              |
| M. Piga 75’ (rig.) Fanna 88’ | Marcatori | 84’ P. Rossi |

| Arbitro: | Prati (Parma) |

|                         |           |  |
| Loddi 3’ Montenegro 81’ | Marcatori |  |

| Arbitro: | Michelotti (Parma) |

|                               |           |               |
| Mastropasqua 13’ A. Rocca 18’ | Marcatori | 29’ Prunecchi |

| Rimini 6 febbraio 1977 19ª giornata | Rimini          | 0 – 0 | Atalanta | Stadio Romeo Neri\| Arbitro: \| Schena (Foggia) \| |
| Arbitro:                            | Schena (Foggia) |       |          |                                                    |

#### Girone di ritorno
| Arbitro: | Terpin (Trieste) |

|                            |           |  |
| A. Scala 50’ Chiarenza 88’ | Marcatori |  |

| Arbitro: | Lattanzi (Roma) |

|                 |           |           |
| Sanseverino 39’ | Marcatori | 71’ Fanna |

| Arbitro: | Lo Bello (Siracusa) |

|                          |           |  |
| Bertuzzo 38’, 82’ (rig.) | Marcatori |  |

| Varese 6 marzo 1977 23ª giornata | Varese        | 0 – 0 | Atalanta | Stadio Franco Ossola\| Arbitro: \| Lops (Torino) \| |
| Arbitro:                         | Lops (Torino) |       |          |                                                     |

| Arbitro: | Barboni (Firenze) |

|                               |           |  |
| Mastropasqua 19’ Bertuzzo 66’ | Marcatori |  |

| Arbitro: | Mattei (Macerata) |

|            |           |  |
| Gritti 38’ | Marcatori |  |

| Arbitro: | Terpin (Trieste) |

|                       |           |  |
| Mastropasqua 58’, 60’ | Marcatori |  |

| Arbitro: | Lops (Torino) |

|  |           |             |
|  | Marcatori | 61’ M. Piga |

| Arbitro: | Migliore (Salerno) |

|                             |           |                         |
| A. Rocca 11’, 57’ Fanna 54’ | Marcatori | 84’ (aut.) Mastropasqua |

| Ascoli Piceno 17 aprile 1977 29ª giornata | Ascoli         | 0 – 0 | Atalanta | Stadio Cino e Lillo Del Duca\| Arbitro: \| Pieri (Genova) \| |
| Arbitro:                                  | Pieri (Genova) |       |          |                                                              |

| Arbitro: | Falasca (Chieti) |

|                                                   |           |              |
| Cavallari 11’ (aut.) Andena 55’ Bertuzzo 80’, 87’ | Marcatori | 83’ Guidetti |

| Como 1º maggio 1977 31ª giornata | Como             | 0 – 0 | Atalanta | Stadio Giuseppe Sinigaglia\| Arbitro: \| Ciacci (Firenze) \| |
| Arbitro:                         | Ciacci (Firenze) |       |          |                                                              |

| Bergamo 8 maggio 1977 32ª giornata | Atalanta         | 0 – 0 | Sambenedettese | Stadio Comunale\| Arbitro: \| Terpin (Trieste) \| |
| Arbitro:                           | Terpin (Trieste) |       |                |                                                   |

| Arbitro: | Ciulli (Roma) |

|              |           |  |
| A. Rocca 33’ | Marcatori |  |

| Arbitro: | Menegali (Roma) |

|              |           |                  |
| Fasolato 60’ | Marcatori | 44’ Mastropasqua |

| Arbitro: | Benedetti (Roma) |

|              |           |  |
| Albanese 24’ | Marcatori |  |

| Arbitro: | Reggiani (Bologna) |

|                                    |           |                |
| A. Scala 45’ (rig.), 69’ Fanna 62’ | Marcatori | 32’ Montenegro |

| Pescara 12 giugno 1977 37ª giornata | Pescara       | 0 – 0 | Atalanta | Stadio Adriatico\| Arbitro: \| Ciulli (Roma) \| |
| Arbitro:                            | Ciulli (Roma) |       |          |                                                 |

| Arbitro: | Menegali (Roma) |

|                   |           |  |
| Bertuzzo 49’, 56’ | Marcatori |  |

### Spareggi Promozione
| 25 giugno 1977 1ª giornata |  | – Turno di riposo ATALANTA |  |  |

| Arbitro: | Bergamo (Livorno) |

|                           |           |             |
| A. Rocca 53’ A. Scala 56’ | Marcatori | 75’ Lamagni |

| Bologna 3 luglio 1977 3ª giornata | Pescara          | 0 – 0 | Atalanta | Stadio Comunale\| Arbitro: \| Gonella (Torino) \| |
| Arbitro:                          | Gonella (Torino) |       |          |                                                   |

Classifica spareggi promozione: Atalanta punti 3, Pescara punti 2, Cagliari punti 1.

### Coppa Italia

#### Primo Girone
| Arbitro: | Terpin (Trieste) |

|                         |           |                   |
| Tavola 21’ Bertuzzo 27’ | Marcatori | 45’ (aut.) Andena |

| 1º settembre 1976 2ª giornata |  | – Turno di riposo ATALANTA |  |  |

| Arbitro: | Prati (Parma) |

|                |           |           |
| Mei 72’ (aut.) | Marcatori | 56’ Fanna |

| Arbitro: | Redini (Pisa) |

|                                               |           |  |
| Bertuzzo 5’ Mongardi 73’ (rig.) Chiarenza 87’ | Marcatori |  |

| Arbitro: | Lapi (Firenze) |

|  |           |                  |
|  | Marcatori | 13’ Mastropasqua |

Classifica finale del primo girone di qualificazione: Milan e Atalanta punti 7, Lazio punti 4, Catania punti 2, Novara punti 0. * Differenza reti Milan +6, Atalanta +5.

## Statistiche

### Statistiche di squadra
| Competizione | Punti | In casa | In casa | In casa | In casa | In casa | In casa | In trasferta | In trasferta | In trasferta | In trasferta | In trasferta | In trasferta | Totale | Totale | Totale | Totale | Totale | Totale | DR  |
| Competizione | Punti | G       | V       | N       | P       | Gf      | Gs      | G            | V            | N            | P            | Gf           | Gs           | G      | V      | N      | P      | Gf     | Gs     | DR  |
| ------------ | ----- | ------- | ------- | ------- | ------- | ------- | ------- | ------------ | ------------ | ------------ | ------------ | ------------ | ------------ | ------ | ------ | ------ | ------ | ------ | ------ | --- |
| Serie B      | 49    | 19      | 17      | 1       | 1       | 34      | 9       | 19           | 2            | 10           | 7            | 10           | 17           | 38     | 19     | 11     | 8      | 44     | 26     | +18 |
| Coppa Italia |       | 2       | 2       | 0       | 0       | 5       | 1       | 2            | 1            | 1            | 0            | 2            | 1            | 4      | 3      | 1      | 0      | 7      | 2      | +5  |

### Statistiche dei giocatori
| Giocatore       | Serie B  | Serie B | Coppa Italia | Coppa Italia | Totale   | Totale |
| Giocatore       | Presenze | Reti    | Presenze     | Reti         | Presenze | Reti   |
| --------------- | -------- | ------- | ------------ | ------------ | -------- | ------ |
| G. Andena       | 40       | 1       | 4            | 0            | 44       | 1      |
| E. Bertuzzo     | 40       | 13      | 4            | 2            | 44       | 15     |
| V. Chiarenza    | 14       | 1       | 4            | 1            | 18       | 2      |
| R. Cipollini    | 13       | 0       | 4            | 0            | 17       | 0      |
| P. Fanna        | 37       | 5       | 4            | 1            | 41       | 6      |
| B. Festa        | 37       | 1       | 3            | 0            | 40       | 1      |
| G.P. Marchetti  | 35       | 0       | 0            | 0            | 35       | 0      |
| C. Marmo        | 0        | 0       | 0            | 0            | 0        | 0      |
| G. Mastropasqua | 31       | 6       | 4            | 1            | 35       | 7      |
| G. Mei          | 36       | 0       | 4            | 0            | 40       | 0      |
| G. Meraviglia   | 2        | 0       | 0            | 0            | 2        | 0      |
| L. Mongardi     | 22       | 0       | 4            | 1            | 26       | 1      |
| A. Percassi     | 16       | 0       | 4            | 0            | 20       | 0      |
| M. Piga         | 20       | 4       | 0            | 0            | 20       | 4      |
| H. Pircher      | 9        | 1       | 1            | 0            | 10       | 1      |
| P.L. Pizzaballa | 26       | 0       | 0            | 0            | 26       | 0      |
| A. Rocca        | 39       | 5       | 4            | 0            | 43       | 5      |
| M. Russo        | 0        | 0       | 1            | 0            | 1        | 0      |
| A. Scala        | 14       | 5       | 1            | 0            | 15       | 5      |
| R. Tavola       | 40       | 1       | 4            | 1            | 44       | 2      |